# Pieter Jacobsz. Duyfhuysen

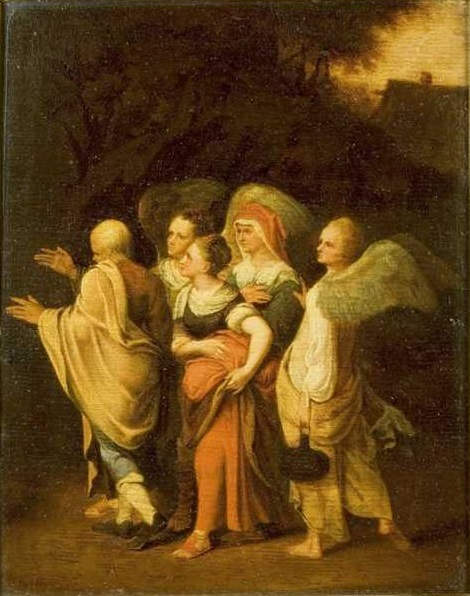
Lot en zijn dochters - Pieter Jacobsz. Duyfhuysen

Pieter Jacobsz. Duyfhuysen, ook wel Colinchovius genoemd (Rotterdam, 1608 - aldaar, 1677) was een Nederlands kunstschilder en tekenaar uit de periode van de Gouden Eeuw. Zijn oeuvre omvat voornamelijk genrestukken met het boerenleven als thema, alsmede enkele portretten en religieuze onderwerpen. 
Zijn werk is in thema en stijl te vergelijken met dat van andere in Rotterdam werkzame schilders als Cornelis Saftleven, Herman Saftleven, Hendrick Martensz. Sorgh en Pieter de Bloot.
Duyfhuysen werd in Rotterdam geboren als zoon van een notaris. Hij woonde en werkte zijn hele leven in de stad, met uitzondering van de periode 1625 - 1627, toen hij in Haarlem in de leer was bij Johannes Torrentius. Na zijn terugkeer in Rotterdam woonde hij bij zijn broer Jacob, die eveneens notaris was en voor wie hij geregeld als getuige optrad. 
Pieter Duyfhuysen werd in zijn woonplaats begraven op 27 september 1677.